# Zerbst
Zerbst est une ville allemande de l'arrondissement d'Anhalt-Bitterfeld, dans le land de Saxe-Anhalt. Elle fut l’ancienne résidence des princes d'Anhalt-Zerbst, et c’est là que fut élevée Catherine II, née princesse d’Anhalt-Zerbst.

## Géographie
La commune se situe quelques kilomètres au nord du cours moyen de l'Elbe, à mi-chemin entre Magdebourg et Wittemberg. Aujourd'hui, la ville de Zerbst est, avec une superficie de 467,7 km2, l'une des plus grandes municipalités en Allemagne. Elle fut, jusqu’à la réforme administrative de 2007, le chef-lieu de l’arrondissement d'Anhalt-Zerbst, et compte environ 21 000 habitants.
La Bundesstraße 184 (Leipzig-Magdebourg) et la Bundesstraße 187a (Köthen–Zerbst) traversent la ville. 

### Quartiers
En plus du centre-ville, le territoire communal comprend 18 localités :
| - Bias - Bornum - Buhlendorf - Deetz - Dobritz - Gehrden - Grimme - Gödnitz - Güterglück | - Hohenlepte - Jütrichau - Leps - Lindau - Luso - Mühlsdorf - Moritz - Nedlitz - Nutha | - Polenzko - Pulspforde - Reuden - Steutz - Straguth - Walternienburg - Zernitz |

## Histoire
| Appartenances historiques Principauté d'Anhalt 1212-1252 Principauté d'Anhalt-Zerbst 1252-1396 Principauté d'Anhalt-Dessau 1396-1544 Principauté d'Anhalt-Zerbst 1544-1570 Principauté d'Anhalt 1570-1603 Principauté d'Anhalt-Zerbst 1603-1793 Principauté d'Anhalt-Dessau 1793-1807 Duché d'Anhalt-Dessau 1807-1863 Duché d'Anhalt 1863–1918 République de Weimar 1918–1933 Reich allemand 1933–1945 Allemagne occupée 1945–1949 République démocratique allemande 1949–1990 Allemagne 1990–présent |

Zerbst est mentionnée dans les textes depuis l’an 949. Elle fut l’ancienne résidence des princes d’Anhalt-Zerbst, et c’est là que fut élevée Catherine II, née princesse d’Anhalt-Zerbst.
Lors de la guerre de Trente Ans, la ville fut prise d'assaut et ravagée en 1626 par les troupes d'Ernst von Mansfeld, puis occupée à plusieurs reprises lors de ce conflit par diverses armées __ dont celle d'Albrecht von Wallenstein __ qui finirent par totalement la ruiner. Elle fut en outre touchée par plusieurs épidémies de peste amenées par les troupes, qui tuèrent plus d'un habitant sur trois. 

## Le château de Zerbst
Le château, aujourd’hui Residenzschloss Zerbst, est mentionné pour la première fois en 1196 en tant que château fort, et fut entouré d’une enceinte en 1430 après un incendie.
La forteresse sortit ruinée de la guerre de Trente Ans et sa reconstruction fut décidée. Le prince Charles-Guillaume d'Anhalt-Zerbst engagea à cet effet l’architecte hollandais Cornelis Ryckwaert (1652-1693), et la première pierre du nouveau château fut posée en 1681. Le projet de Ryckwaert prévoyait un plan en forme de U, avec un corps de logis principal, et deux ailes de retour, à l’est et à l’ouest.
En raison de difficultés financières, les travaux s’échelonnèrent dans le temps, dirigés par différents maîtres d’œuvre :
- de 1681 à 1693 : Cornelis Ryckwaert ;
- de 1694 à 1708 : l’Italien Giovanni Simonetti (1652-1716), qui construisit en 1704 l’aile occidentale, dans laquelle se trouvait la chapelle, et le bâtiment abritant l’administration des finances ;
- de 1722 à 1743 : Johann Christoph Schütze (1687-1765), qui dessina la tour du corps de logis central, ainsi que des bâtiments dans le parc ;
- de 1744 à 1748 : Johann Friedrich Friedel (1722-1793), qui acheva l’aile occidentale ;
- de 1746 à 1749 : Johann Michael Hoppenhaupt (1709-1769), qui paracheva la décoration intérieure.

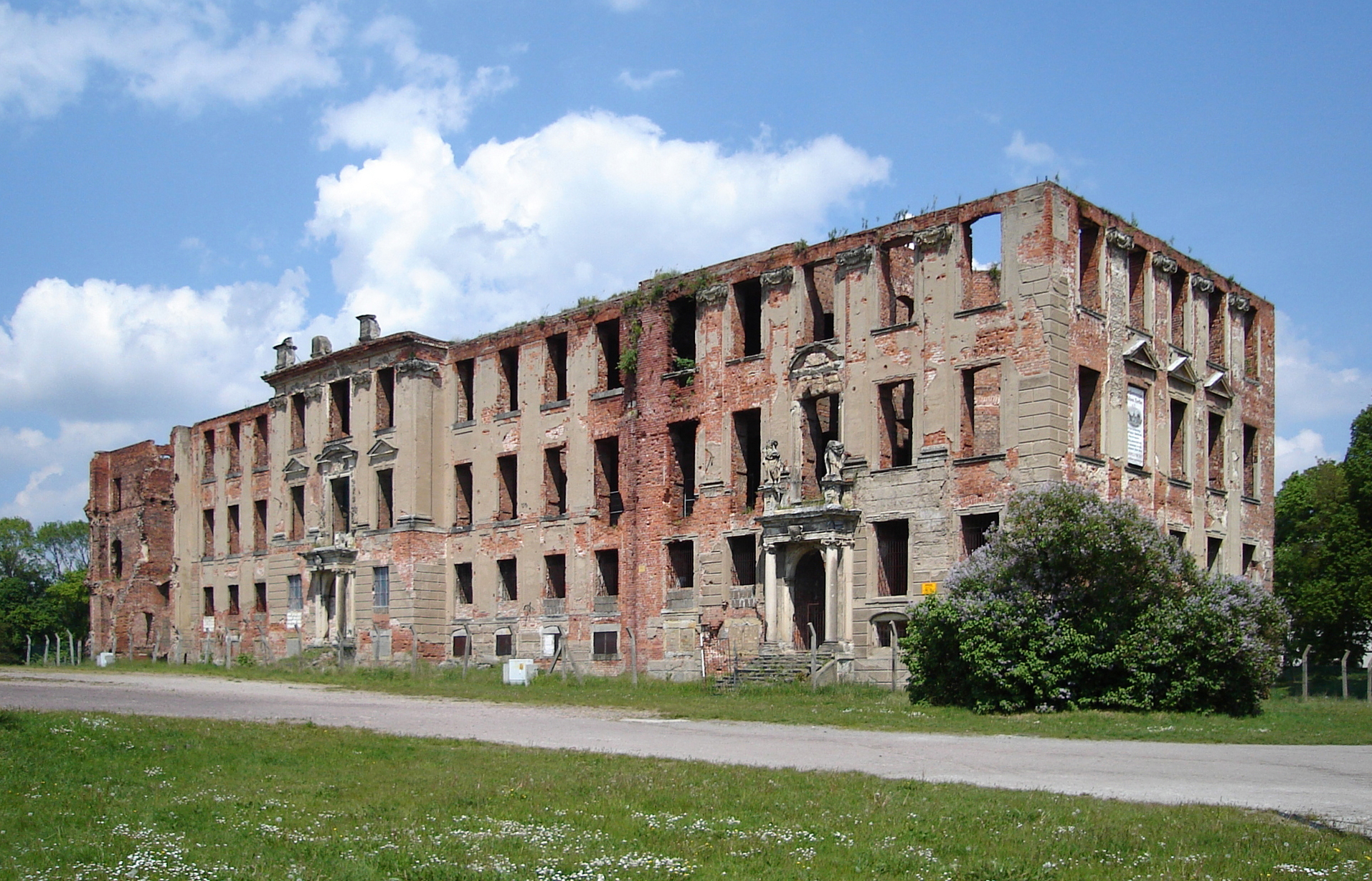
Les ruines de l’aile orientale du château de Zerbst, seul vestige subsistant du complexe palatial.

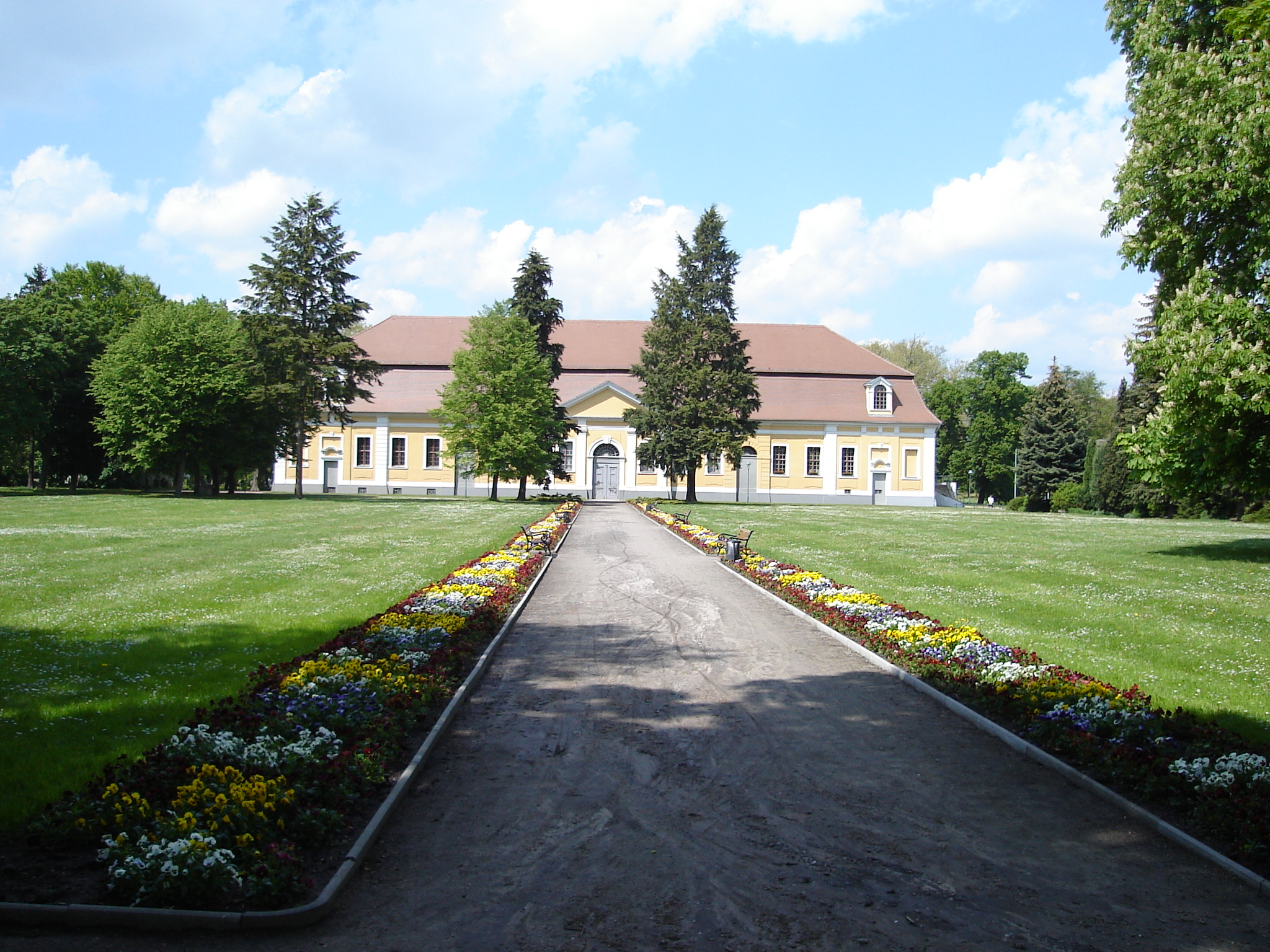
L’ancien manège

Après l’extinction de la branche d’Anhalt-Zerbst en 1796, la principauté revint à la branche des princes d’Anhalt-Dessau. Ceux-ci se désintéressèrent du château : les jardins baroques furent remplacés en 1798 par des jardins à l’anglaise, et une école fut installée dans le château en 1806. Durant les guerres napoléoniennes, le château servit d’hôpital et de quartier-général.
La Cour d’Anhalt utilisa le château jusqu’au milieu du XIXe siècle : en 1848, il devint la résidence du prince Georges-Bernard d’Anhalt-Dessau. Un incendie détruisit la partie supérieure de la tour du château en 1881; elle fut restaurée en 1884.
En 1918, le duc d’Anhalt abdiqua, et le château devint un musée en 1920.
Le 16 avril 1945, 85 % de la ville de Zerbst fut détruite par un bombardement de l’aviation anglo-américaine, et le château n’échappa pas aux ravages. Le corps de logis central et l’aile occidentale furent rasés peu après, mais les ruines de l’aile orientale furent conservées, telles qu’on peut toujours les voir de nos jours.
Une association locale le restaure actuellement. Seules les écuries avec le manège sont encore debout et servent de salle municipale.

## Personnalités liées à la ville
Naissances à Zerbst :
- Johann Gottfried Schaumburg (1703-1746), juriste, professeur de droit à l'Université d'Iéna.
- Uwe Ampler (1964-), coureur cycliste, champion olympique.

Décès à Zerbst :
- Peter Frühbott, fils de la prétendue sorcière Prista Frühbottin, pendu le 2 ou le 3 juillet 1540.
- Johann Friedrich Fasch (1688-1758), compositeur baroque.
- Johann Wilhelm Petersen (1649-1727), théologien et mystique.
- Caroline de Hesse-Cassel (1732-1759), princesse.

## Jumelages
- Jever (Allemagne)
- Nürtingen (Allemagne)
- Pouchkine (Russie)